# Nọc rắn
Nọc rắn hay nọc độc rắn là tuyến chứa các chất độc của các loài rắn độc. Nọc, cũng giống như các loại dịch tiết dạng nước bọt khác, là chất tiền tiêu hóa để bắt đầu sự phân tách thức ăn thành các hợp chất hòa tan, hỗ trợ cho sự tiêu hóa. Ngay cả những cú cắn của rắn không có nọc độc (giống như của cú cắn của bất kỳ động vật nào) đều gây ra tổn thương mô. Nọc rắn là các hỗn hợp phức tạp của các protein, và được lưu trữ trong các tuyến độc ở phía sau đầu. Ở tất cả các loài rắn có nọc, các tuyến này đổ thông qua các ống dẫn vào các răng rỗng hay răng có khía ở hàm trên.
Các protein này có thể là hỗn hợp thuộc nhóm neurotoxin (tác động thần kinh), hemotoxin (tác động hệ tuần hoàn), cytotoxin (tác động tế bào), bungarotoxin (độc tố cạp nia) và nhiều loại độc tố khác có tác động tới cơ thể theo các cách thức khác nhau. Gần như tất cả các loại nọc rắn đều chứa hyaluronidaza, một enzym đảm bảo sự khuếch tán nhanh của nọc. Các loại rắn có nọc sử dụng độc tố hoại máu (hemotoxin) thường có các răng nọc ở phía trước miệng chúng, giúp chúng dễ dàng hơn trong việc tiêm nọc vào nạn nhân của chúng
Đây là một loại vũ khí tấn công hay phòng vệ hữu hiệu của loài rắn được tiến hóa trong nhiều triệu năm đã qua. Nọc độc của rắn là một loại vũ khí chết người, được hình thành trong khoảng thời gian trên 100 triệu năm. Nạn rắn cắn đã cướp đi sinh mạng của hàng chục nghìn người mỗi năm.
Các loài rắn có nọc độc về cơ bản được phân loại trong 2 họ:
- Elapidae – Họ Rắn hổ, bao gồm rắn hổ mang (Naja), rắn hổ mang chúa (Ophiophagus hannah), rắn cạp nong (Bungarus fasciatus), rắn cạp nia (Bungarus spp.), rắn mamba (Dendroaspis spp.), rắn đầu đồng Úc (Austrelaps), rắn biển (Hydrophiinae), và rắn san hô (các chi Leptomicrurus, Micruroides, Micrurus), rắn lá khô (Calliophis).
- Viperidae – Họ Rắn lục, bao gồm rắn lục (Trimeresurus spp.), rắn lục đầu bạc (Azemiops feae), rắn vipe (Viperinae), rắn đuôi chuông (các chi Crotalus, Sistrurus), rắn đầu đồng Mỹ (Agkistrodon contortrix), rắn miệng bông (Agkistrodon piscivorus) và rắn chúa bụi (Lachesis spp.)

Họ thứ ba chứa một số loài rắn răng nọc sau:
- Colubridae – Họ Rắn nước, bao gồm một số loài như rắn cây châu Phi (Dispholidus typus), rắn roi (Ahaetulla spp.), rắn rào (Boiga spp.), mặc dù không phải mọi loài trong họ Colubridae đều là rắn độc.

## Sự tiến hóa
Là loài săn mồi nhưng rắn thiếu những đặc điểm quan trọng như chúng không có chân để săn đuổi con mồi, không có móng vuốt để hạ gục và kẹp chặt con mồi do đó chúng đã tiến hóa để hình thành nên một loại vũ khí tối ưu là nọc độc. Với loại vũ khí này, vài trăm loài rắn độc có thể giết và làm yếu sức con mồi trước khi chúng có thể trốn thoát và chúng chẳng phải phí sức vật lộn với con mồi, tiết kiệm được năng lượng để sinh tồn. Nọc độc đã biến loài rắn thành một kẻ săn mồi nhỏ bé nhưng hiệu quả, và chúng có mặt ở khắp mọi nơi miễn là môi trường đủ ấm để chúng vận động. Rắn sống ở bất cứ nơi nào từ ngọn cây đến rừng rậm, ở sa mạc và trong biển cả.

## Cấu trúc
Nọc độc có thành phần là các chất protein bị biến đổi từ nước bọt rắn vốn có chức năng phá vỡ và tiêu hóa con mồi và khả năng sản sinh ra chất độc tiến hóa độc lập ở những loài rắn khác nhau. Phần lớn các protein và enzym tìm thấy trong nọc độc khá gần với các chất có ở những phần khác trên cơ thể rắn như các chất trong gan, trong cơ quan tiêu hóa hoặc các hệ khác.
Gen điều khiển sản xuất các chất này trong những bộ phận, theo một cách nào đó, được kích hoạt trong tuyến nước bọt của rắn, nơi chúng sản xuất ra những chất một khi bị biến đổi và cải tạo có thể giúp loài rắn tiêu diệt con mồi hiệu quả. Khả năng này xuất hiện vào một thời gian nhất định, trên 100 triệu năm trước đây ở một trong những tổ tiên sơ khai nhất của rắn hiện đại. Sau đó nó xuất hiện ở tất cả các loài rắn, nhưng chỉ được phát triển và cải biến ở 3 họ rắn mà hiện nay được xem là rắn độc.
Nọc rắn lâu đời hơn bản thân loài rắn. Nọc rắn khác biệt rõ rệt từ loài này sang loài kia, nhưng chúng đều có một điểm chung: mỗi loại trong số chúng đều là những hợp chất cực kỳ phức tạp, được hình thành từ hàng nghìn protein và enzym khác nhau, mà mỗi loại lại có chức năng riêng biệt. Nọc độc nhìn chung có thể được phân thành 3 nhóm chính: cytotoxin (độc tố tế bào), neurotoxin (độc tố thần kinh) và hemotoxin (độc tố máu). Nhưng ranh giới của 3 nhóm khá mờ nhạt, phần lớn các loài sử dụng kết hợp cả 3.

## Bộ phần truyền độc
Rắn hổ, rắn lục và các loài họ hàng gần của chúng sử dụng nọc để làm tê liệt hay giết chết con mồi. Nọc của chúng thực tế là nước bọt đã biến đổi, được tiết ra theo các răng nọc. Các răng nọc của các loài rắn có nọc độc 'bậc cao' như rắn lục hay rắn hổ là các răng rỗng để tiêm nọc hiệu quả hơn, trong khi răng nọc của các loài rắn với răng nọc ở phía sau như rắn cây châu Phi (Dispholidus typus) đơn giản chỉ là một khía rãnh trên rìa sau để nọc chảy vào vết thương. Nọc rắn là đặc trưng chủ yếu dành cho săn mồi—vai trò của nó trong phòng vệ chỉ là thứ cấp
Thiết kế răng nanh chỉ là một trong nhiều yếu tố quyết định sự nguy hiểm của rắn đối với con người. Thậm chí các hợp chất và độ độc của nọc không phải lúc nào cũng là yếu tố quyết định đây là nguyên nhân vì sao danh sách những loài rắn độc nhất trên thế giới không phải lúc nào cũng phản ánh đúng thực tế. Đời sống của rắn và tính khí của chúng cũng quan trọng không kém.
Loài rắn biển được cho rằng có loại nọc độc độc nhất trong các loài rắn nhưng chúng chỉ sản xuất ra số lượng nhỏ. Mặc dù nhiều người bị chúng cắn, chỉ một vài người mất mạng. Chúng không hung hăng trừ khi bị đe dọa, Vì vậy chúng không đặc biệt nguy hiểm. Tuy nhiên, loài rắn phì châu Phi có độ độc vào loại trung bình nhưng chúng sản sinh lượng lớn và có răng nanh đặc biệt lớn và dài. Nếu xét tất cả các yếu tố, chúng còn nguy hiểm hơn rắn biển rất nhiều.

## Cơ chế
Nọc rắn thường có tác động lên một số tế bào nhất định. Rắn viper Brazil, loài Bothrops jararaca, năm 1949. Chất độc này làm giãn nở các mạch máu, khiến con mồi giảm huyết áp vì vậy chúng phản ứng chậm hơn và cuối cùng suy sụp. Rắn viper Malaysia. Ở dạng nguyên chất, chất độc khiến cho con mồi chết vì xuất huyết ồ ạt bằng cách ngăn sự đông máu. Loại chất độc và tốc độ sát thương được hình thành phù hợp với đời sống của rắn và của con mồi. Ví dụ, loài rắn biển có loại nọc độc hoạt động cực kỳ nhanh, chúng thích sống quanh những rặng san hô và con mồi quan trọng nhất của chúng là cá. Nếu con cá nạn nhân không chết ngay lập tức, rắn biển có nguy cơ bị mất bữa ăn.
Những loài khác sống trong những môi trường không cần quan tâm liệu con mồi có được vận động một chút trước khi chết. Sau khi rắn tấn công, nó để cho con mồi chạy thoát. Hoạt động thể chất sẽ đảm bảo nọc độc được lan nhanh chóng trong cơ thể con mồi. Loài rắn sau đó sử dụng khả năng đánh hơi để theo dấu con mồi. Một đặc tính mang tính bảo đảm nữa là một số chất độc chứa các chất lợi tiểu mạnh khiến cho con mồi phải tiểu trên đường đào thoát. Như vậy loài rắn sẽ truy tìm chúng dễ hơn.
Nhiều loại rắn sản sinh ra một lượng nhỏ chất độc yếu chỉ đủ để cho những con mồi nhỏ bé của chúng. Nhưng nhiều loại nọc độc khác cực kỳ nguy hiểm với những động vật lớn bao gồm cả con người. Chẳng hạn như rắn hổ mang chúa, loài rắn độc dài nhất thế giới, có thể hạ gục một con voi với một vết cắn. Rắn hổ mang chúa còn có thể săn những con rắn khác, vốn đã hình thành khả năng kháng độc đối với nọc rắn. Lý do của chất độc cực mạnh này là cần nhiều nọc để giết một con rắn hơn một loài động vật có vú. Loài rắn đuôi chuông Mỹ, nọc của chúng có chất cytotoxin cực mạnh.
Tất cả các loài rắn độc đều có răng biến đổi đặc biệt có thể tiêm chủ động vào con mồi, nhưng sự đa dạng của chúng rất lớn. Phần lớn các loài rắn độc được chia làm 3 họ: Colubridae, Elapidae hoặc Viperidae và hệ thống tiêm chất độc khác nhau ở mỗi loại. Răng nanh nguyên thủy nhất được phát hiện ở loài rắn nước như loài rắn ráo châu Phi. Răng nanh của chúng nằm ở tận đằng sau miệng và thường rất ngắn. Điều này có nghĩa là chúng phải đưa được con mồi vào miệng và bắt đầu nhai trước khi phóng chất độc.
Ở nhóm rắn hổ Elapidae, bao gồm cả rắn hổ mang, răng trước đã phát triển thành nanh. Nhưng hệ thống phát triển nhất phải kể đến nhóm rắn viper, một nhóm rắn bao gồm cả đuôi chuông Mỹ. Ở nhóm viper, răng nanh ở hàm trên đã biến đổi thành một ống tiêm phức tạp. Khi miệng của rắn đóng, nó nằm ngược về phía sau trên vòm họng dưới, nhưng sẽ bật ra khi rắn đi săn mồi. Và khi chúng cắm phập vào con mồi, nọc độc phóng ra từ tuyến nước bọt thông qua những răng nanh rỗng và tiến vào con mồi.